# Majeed Ashimeru
Majeed Ashimeru (* 10. Oktober 1997) ist ein ghanaischer Fußballspieler.

## Karriere

### Verein
Ashimeru begann seine Karriere in der West African Football Academy. 2015 spielte er erstmals für die WAFA in der Premier League. In der Saison 2016 kam er allerdings nur fünf Mal in der höchsten ghanaischen Liga zum Einsatz.
Im August 2017 wechselte er zum österreichischen Bundesligisten FC Red Bull Salzburg, bei dem er einen bis Juni 2021 gültigen Vertrag erhielt. Er wurde jedoch direkt als Kooperationsspieler an den Zweitligisten SC Austria Lustenau verliehen.
Im Januar 2018 wurde er an den Bundesligisten Wolfsberger AC weiterverliehen. Sein erstes Spiel in der Bundesliga absolvierte er im Februar 2018, als er am 21. Spieltag der Saison 2017/18 gegen den SCR Altach in der Startelf stand. Sein erstes Tor für Wolfsberg erzielte er am darauffolgenden Spieltag bei einem 1:0-Sieg gegen den SK Sturm Graz.
Zur Saison 2018/19 wurde er in die Schweiz an den FC St. Gallen verliehen. Sein Debüt in der Super League gab er im Juli 2018, als er am ersten Spieltag jener Saison gegen den FC Basel in der Startelf stand. Bei einem 3:2-Sieg gegen den FC Zürich im Oktober 2018 erzielte er sein erstes Tor in der höchsten Schweizer Spielklasse.
Nach dem Ende der Leihe kehrte er zur Saison 2019/20 nach Salzburg zurück. In der Saison 2019/20 kam er zu 20 Bundesligaeinsätzen für die Salzburger. Nach weiteren neun bis zur Winterpause 2020/21 wurde Ashimeru im Januar 2021 ein viertes Mal verliehen, diesmal nach Belgien an den RSC Anderlecht. Erstmals spielte er für Anderlecht am 3. Februar 2021 im Pokalspiel (Sechzehntelfinale) gegen den unterklassigen RFC Lüttich. Seinen ersten Einsatz in der Division 1A hatte er am 21. Februar 2021 gegen den KV Kortrijk. Ashimeru kam auf 5 von 14 möglichen Einsätzen in der Hauptrunde, in denen er ein Tor schoss. In den Meister-Play-off spielte er in allen sechs Spielen. Im Juni 2021 wurde er von Anderlecht fest verpflichtet und erhielt einen bis Juni 2025 laufenden Vertrag.
In der folgenden Saison spielte er bei 31 von 40 möglichen Ligaspielen, in denen drei Tore schoss, bei allen sechs Pokalspielen und bei zwei Qualifikationsspielen zur Conference League. In der Saison 2022/23 waren es 28 von 34 möglichen Ligaspielen, in denen er zwei Tore schoss, zwei Pokalspiele und zwölf Spiele im Europapokal mit einem Tor. In der Folgesaison waren es infolge dreier Verletzungen nur 12 von 40 möglichen Ligaspielen. 
In der Saison 2024/25 wurde er in 19 von 40 möglichen Ligaspielen eingesetzt, in denen er ein Tor schoss. Dazu kamen vier Spiele im Europapokal. Von Mitte November 2024 bis Mitte Februar 2025 fiel er wegen eines Muskelbündelrisses aus. Zur Wiedereingliederung bestritt er nach dieser Pause zwei Spiele in der U 23-Mannschaft in der Division 1B.

### Nationalmannschaft
Ashimeru debütierte im Mai 2017 für die ghanaische Nationalmannschaft, als er im Testspiel gegen Benin in der Startelf stand und in der 59. Minute durch Isaac Twum ersetzt wurde. Sein 2. Länderspiel bestritt er am 6. September 2021 gegen Südafrika im Rahmen eines Qualifikationsspieles zur Weltmeisterschaft. Beim Afrika-Cup 2024 gehörte er zum ghanaischen Kader und bestritt alle drei Gruppenspiele.

## Erfolge
- Österreichischer Meister: 2020, 2021
- Österreichischer Cupsieger: 2020